# Каратово
Кара́тово (рос. Каратово, башк. Ҡарат) — село у складі Туймазинського району Башкортостану, Росія. Адміністративний центр Каратовської сільської ради.
Населення — 267 осіб (2010; 293 у 2002).
Національний склад:
- башкири — 77 %